# سانيتي بيلير
سوزان بيلير، وتدعى أيضاً سانيتي بيلير, (1781 - 5 اوكتوبر/تشرين الأول 1805), كانت ثورية ومناضلة من اجل الحرية في هايتي، كانت ملازمة في جيش توسان لوفرتور.
ولدت افرنجية في فيريت، تزوجت فريق أول تشارليز بيلير الذي أصبح لاحقاً لواءاً في عام 1796. كانت مشاركة فعالة في الثورة الهايتية، ترقت إلى منصب رقيب ثم أصبحت ملازمة اثناء الصراع مع القوات الفرنسية المنتمية لبعث سانت دومينيك.

## القبض عليها وإعدامها
عندما لاحقها طابور فيوستين رايبوسارد من الجيش الفرنسي، اتخذوا الزوجان بيلير من وزارة أرتيبونيت ملجأً لهما. ولكن رايبوسارد باغت كورايل ميريول بهجوم فجائي وقبض على سانيتي بيلير. وسلم زوجها نفسه ليتجنب البعد عن زوجته. حكم عليهما بالموت، حيث حكم على زوجها بالإعدام بالطلق الناري بينما حكم عليها بالإعدام بقطع الرأس وذلك لكونها انثى. وقد كانت موجودة في اعدام زوجها وراقبته حين طلب منها بهدوء ان تموت بشجاعة، وبالفعل ذهبت إلى مقصلة الإعدام بهدوء لتلاقي حتفها، رافضةً ان تعدم معصوبة العينين.

## إرثها
سانيتي بيلير تعتبر واحدة من ابطال الثورة الهايتية. في عام 2004, وُضِّعَت صورتها على الجوردة الهايتية بقيمة 10 جوردة من الاوراق المصرفية بمناسبة الذكرى المئوية الثانية من سلسلة هايتي التذكارية. وكانت أول امرأة ضمن هذه السلسلة التذكارية وثاني امرأة (بعد كاثرين فلون) التي توضع صورتها على ورقة نقدية.